# Resolutie 1889 Veiligheidsraad Verenigde Naties
Resolutie 1889 van de Veiligheidsraad van de Verenigde Naties werd unaniem door de VN-Veiligheidsraad aangenomen op 5 oktober 2009. De door Vietnam voorbereide resolutie vroeg maatregelen om vrouwen meer te doen deelnemen aan vredesprocessen en hun positie te verbeteren.

## Inhoud

### Waarnemingen
Op de wereldtop van de Algemene Vergadering in 2005 was besloten alle vormen van geweld tegen vrouwen en meisjes uit te roeien. De lidstaten werden aangespoord en geprezen om resolutie 1325 (2000) uit te voeren.
Vrouwen moesten kunnen deelnemen aan alle stadia van een vredesproces gezien hun vitale rol in de voorkoming en oplossing van conflicten en het herstel van de maatschappij. Ze moesten daarom betrokken worden bij het uitwerken van strategieën volgend op een conflict. Anno 2009 waren ze ondervertegenwoordigd, vooral in de rol van bemiddelaar, en moesten er meer vrouwen op beleidvoerende posities worden benoemd.
Hindernissen ter zake waren geweld, intimidatie, een gebrekkige veiligheid, culturele discriminatie en stigmatisatie, extremistische en fanatieke standpunten ten overstaan van vrouwen en gebrek aan opleiding. De marginalisatie van vrouwen kon duurzame vrede, veiligheid en verzoening vertragen en tegenhouden. Vrouwen moesten in tijden van conflict niet enkel beschermd, maar ook betrokken worden.

### Handelingen
Op de lidstaten, internationale- en regionale organisaties werd aangedrongen de deelname van vrouwen aan vredesprocessen te verhogen. Alle partijen in gewapende conflicten werden opnieuw opgeroepen het internationaal recht inzake de rechten en bescherming van vrouwen en meisjes te respecteren. Alle schendingen daarvan werden sterk veroordeeld en er moest een einde komen aan de straffeloosheid van geweld tegen vrouwen en meisjes tijdens conflicten.
De secretaris-generaal werd opgeroepen een strategie te ontwikkelen om meer vrouwen in te zetten in VN-missies. De Veiligheidsraad zelf zou bij het opzetten of verlengen van VN-missies provisies inlassen in verband met seksegelijkheid en de versterking van de positie van vrouwen. Ook werd aangedrongen op maatregelen om de toegang van vrouwen en meisjes tot onderwijs te verzekeren.
Partijen in conflicten werden opgeroepen het humanitaire karakter van vluchtelingenkampen te respecteren en bij ontwapeningen rekening te houden met de specifieke noden van vrouwen en meisjes.
Ten slotte werd de secretaris-generaal gevraagd te rapporteren over de uitvoering van resolutie 1325
en:
a. Een analyse van de noden van vrouwen en meisjes na conflicten,
b. De uitdagingen om vrouwen te doen bijdragen aan de oplossing van conflicten,
c. Maatregelen om de capaciteiten van landen ter zake te ondersteunen,
d. Aanbevelingen om de internationale- en nationale bijdragen ter zake te verbeteren.

## Verwante resoluties
- Resolutie 1882 Veiligheidsraad Verenigde Naties
- Resolutie 1888 Veiligheidsraad Verenigde Naties
- Resolutie 1894 Veiligheidsraad Verenigde Naties
- Resolutie 1960 Veiligheidsraad Verenigde Naties (2010)

Lijst ·  1860 ·  1861 ·  1862 ·  1863 ·  1864 ·  1865 ·  1866 ·  1867 ·  1868 ·  1869 ·  1870 ·  1871 ·  1872 ·  1873 ·  1874 ·  1875 ·  1876 ·  1877 ·  1878 ·  1879 ·  1880 ·  1881 ·  1882 ·  1883 ·  1884 ·  1885 ·  1886 ·  1887 ·  1888 ·  1889 ·  1890 ·  1891 ·  1892 ·  1893 ·  1894 ·  1895 ·  1896 ·  1897 ·  1898 ·  1899 ·  1900 ·  1901 ·  1902 ·  1903 ·  1904 ·  1905 ·  1906 ·  1907